# Нансеновский паспорт
На́нсеновский па́спорт — международный документ, который удостоверял личность держателя и впервые начал выдаваться Лигой Наций для беженцев без гражданства. Выдавался в период с 1922 по 1938 год, всего было выдано около 450 000 паспортов.

## История
Этот документ был разработан в 1922 году норвежцем Фритьофом Нансеном, комиссаром Лиги Наций по делам беженцев. Вначале он выдавался русским эмигрантам, а впоследствии и другим беженцам, которые не могли получить обычный паспорт. Был введён по решению созванной в Женеве конференции. Лица, имевшие нансеновский паспорт, пользовались правом перемещаться в странах — участницах конференции, и в их отношении не действовали ограничения, предусмотренные для лишённых гражданства лиц. Решением Лиги Наций от 12 июля 1924 года нансеновские паспорта получили около 320 000 армян, спасшихся от геноцида 1915 года и рассеявшихся по многим странам.
В 1942 году этот паспорт признали правительства 52 государств и он стал первым проездным документом для беженцев.
Было выдано около 450 000 нансеновских паспортов с целью помочь беженцам без гражданства найти приют в других странах. Этот документ стал предпосылкой для Проездного документа беженца, ратифицированного Конвенцией ООН о статусе беженцев 1951 года.
Нансеновский паспорт выдавался при двух обязательных условиях:
1. при наличии документов, удостоверяющих личность человека, которому выдают паспорт;
2. при наличии документа, подтверждающего, что человек является эмигрантом;

Платные 5-франковые марки с изображением Нансена (нансеновские марки) наклеивались на нансеновские паспорта вместо гербов, символизирующих власть государства, после уплаты взноса и давали законную силу документу. Из средств, собранных за эти марки, формировался фонд, средства которого использовались для облегчения переселения и устройства беженцев в заокеанских странах, прежде всего в Южной Америке. Управление этим фондом находилось в руках особого органа в составе представителя Совета Лиги Наций и представителя Административного совета Международного бюро труда. Эмигрантские организации добивались участия в расходовании средств фонда. Десятая сессия Лиги Наций (сентябрь 1929 года) постановила, чтобы «часть фонда, образуемого от продажи нансеновских марок, была использована для пополнения фондов, учреждённых для оказания помощи беженцам, заслуживающих вспомоществования».
За гуманистическую деятельность Фритьоф Нансен получил Нобелевскую премию мира в 1922 году.
Международный Офис Нансена по вопросам беженцев получил в 1938 году Нобелевскую премию за усилия по распространению паспорта Нансена.